# Edificio Don Jorge
Edificio Don Jorge est un gratte-ciel de la ville de Benidorm, en Espagne. Il est situé à côté de la Torre Lugano et mesure 124 m de haut.